# NATO-Hauptquartier

Flagge der NATO

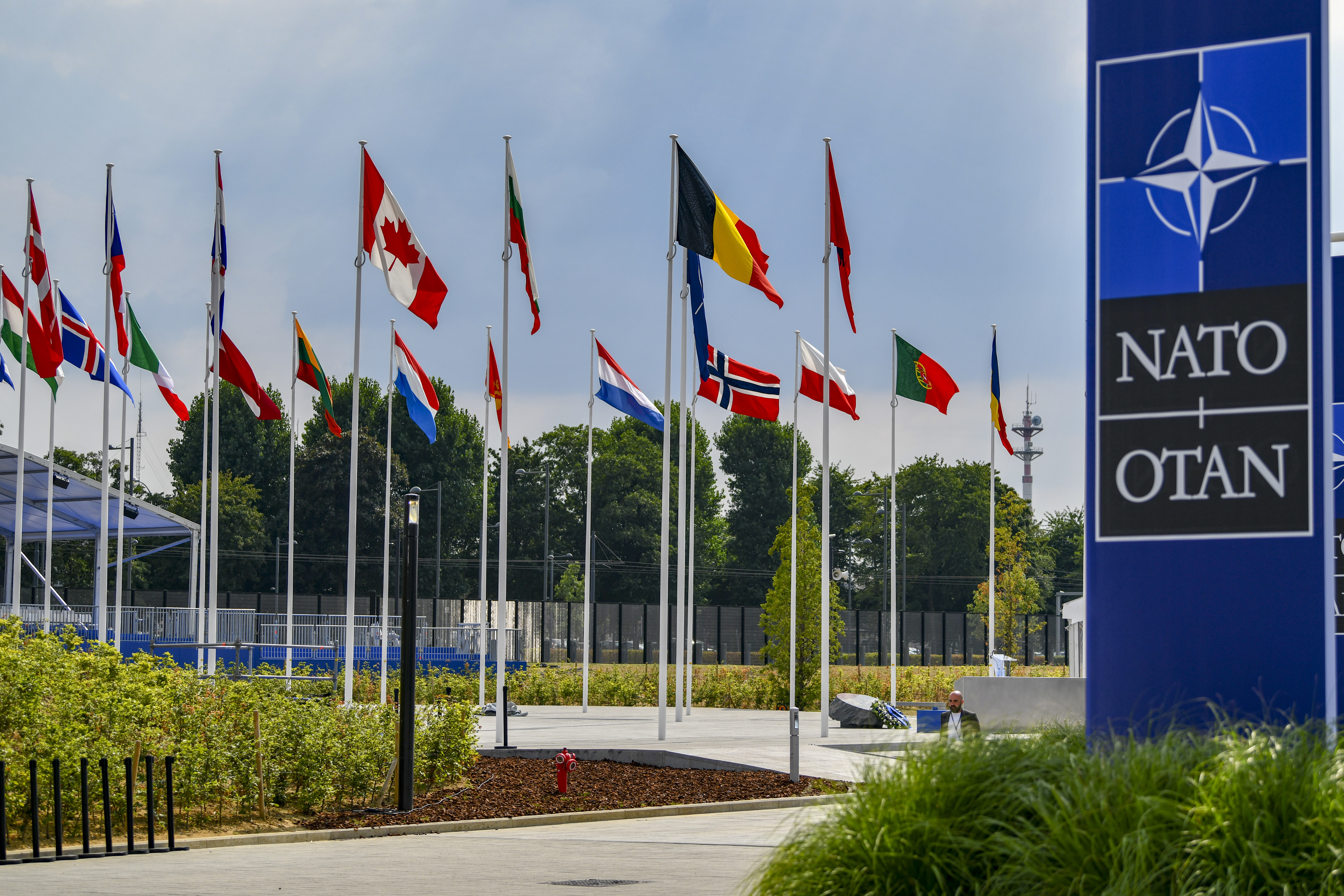
Fahnen vor dem Hauptquartier

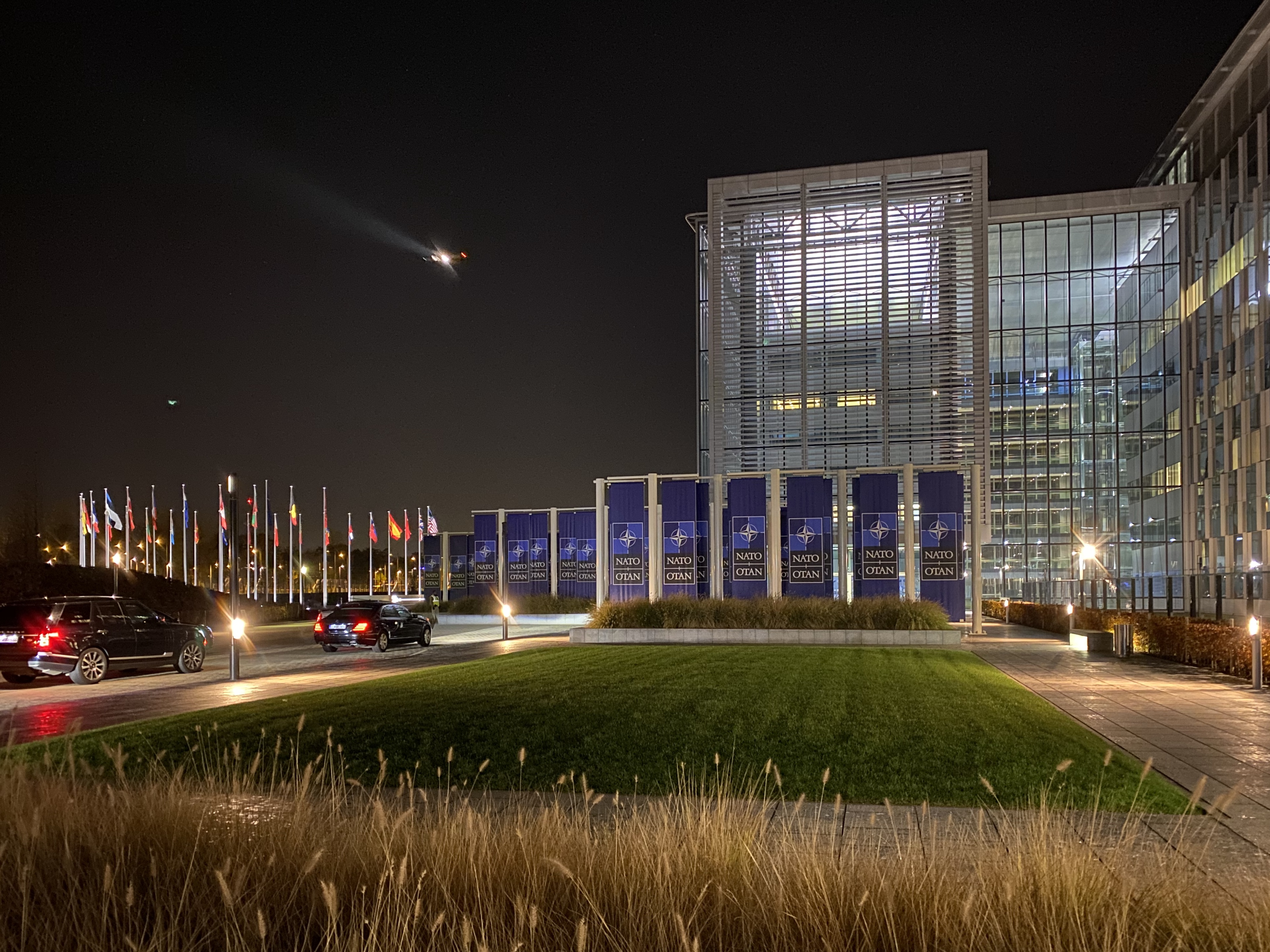
Zufahrt und Haupteingang

Das NATO-Hauptquartier ist der Sitz der politischen und der obersten militärischen Führung der NATO in Brüssel. Es ist zu unterscheiden von nachgeordneten Hauptquartieren der NATO, wie dem ebenfalls bei Brüssel gelegenen Supreme Headquarters Allied Powers Europe (SHAPE).

## Sitz des Hauptquartiers

### Historische Dienstorte
Das politische Hauptquartier der NATO befand sich von 1949 bis 1952 in London. Von April 1952 bis 1967 war der Sitz in Paris, zunächst im Palais de Chaillot, später in einem für die NATO errichteten Gebäude, das heute von der Universität Paris-Dauphine genutzt wird.
Nach dem Austritt Frankreichs aus den militärischen Strukturen der NATO zog das Hauptquartier 1967 nach Brüssel.

### Neubau in Brüssel

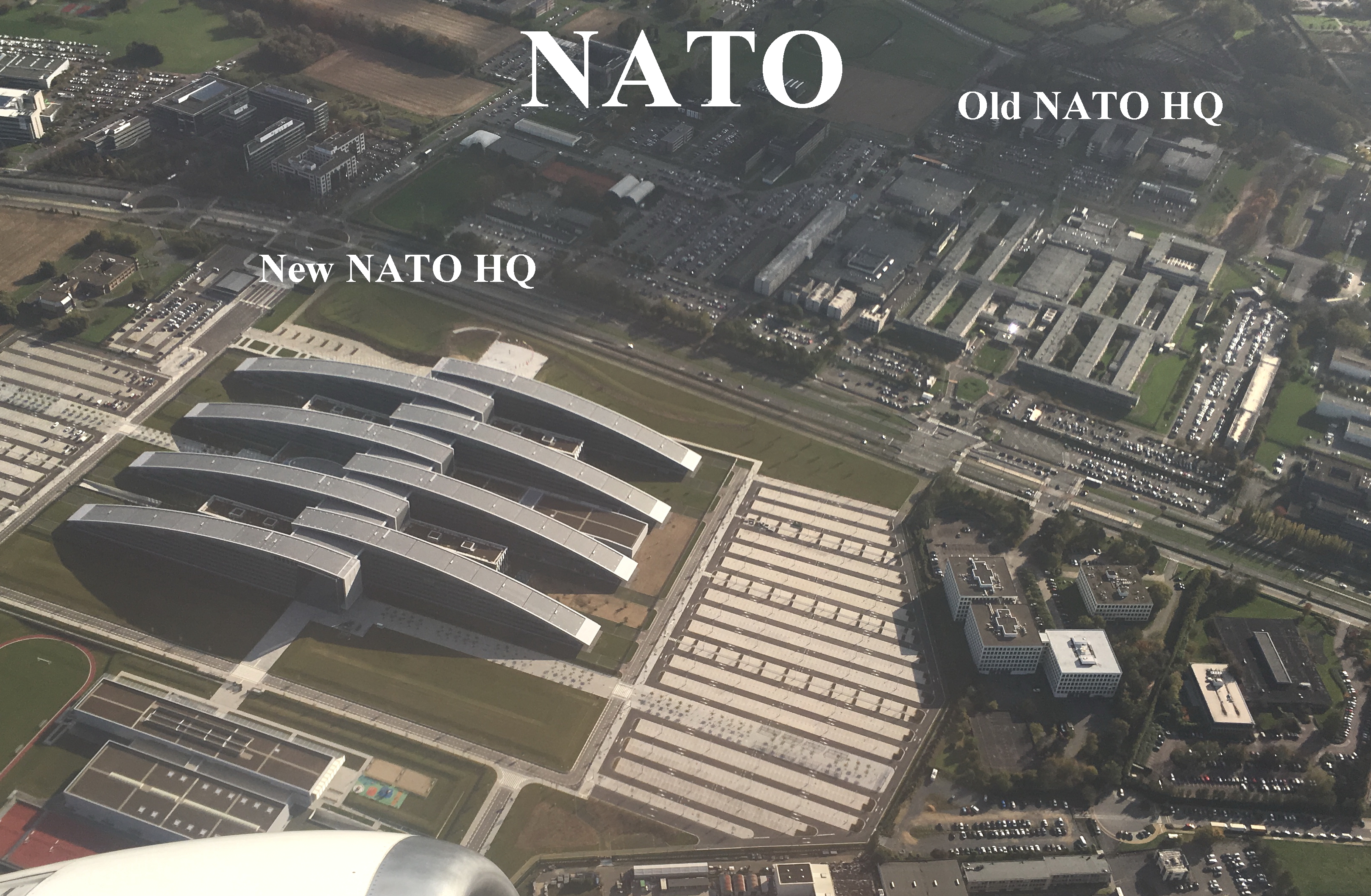
Das NATO-Hauptquartier

Nachdem 2002 mit Belgien ein Vertrag für einen Neubau beschlossen worden war, wurde das Hauptquartier nördlich des Boulevard Léopold III/Leopold III Laan auf dem ehemaligen Militärflugplatz Melsbroek im Stadtteil Haren neu gebaut. Dieses wurde am 25. Mai 2017 für eröffnet erklärt, durch den belgischen Staat an die NATO übergeben und 2018 in Betrieb genommen.
Vor dem Hauptquartier sind die Flaggen der Mitgliedsstaaten kreisförmig und in alphabetischer Reihenfolge aufgestellt, mit der NATO-Flagge in der Mitte. So hängt inzwischen die schwedische Flagge neben der türkischen.

## NATO-Institutionen im Hauptquartier
Im Hauptquartier sind rund 4000 Vollzeitkräfte beschäftigt (Stand: 2016). Die Hälfte dieser Kräfte werden als zivile und militärische Vertreter aus den Mitgliedsstaaten entsandt. 300 der Vollzeitkräfte arbeiten in den Ständigen Vertretungen der Mitgliedstaaten, etwa 1000 im Internationalen Stab und anderen NATO-Agenturen innerhalb des Hauptquartiers und 500 im Internationalen Militärstab.

### NATO-Generalsekretär

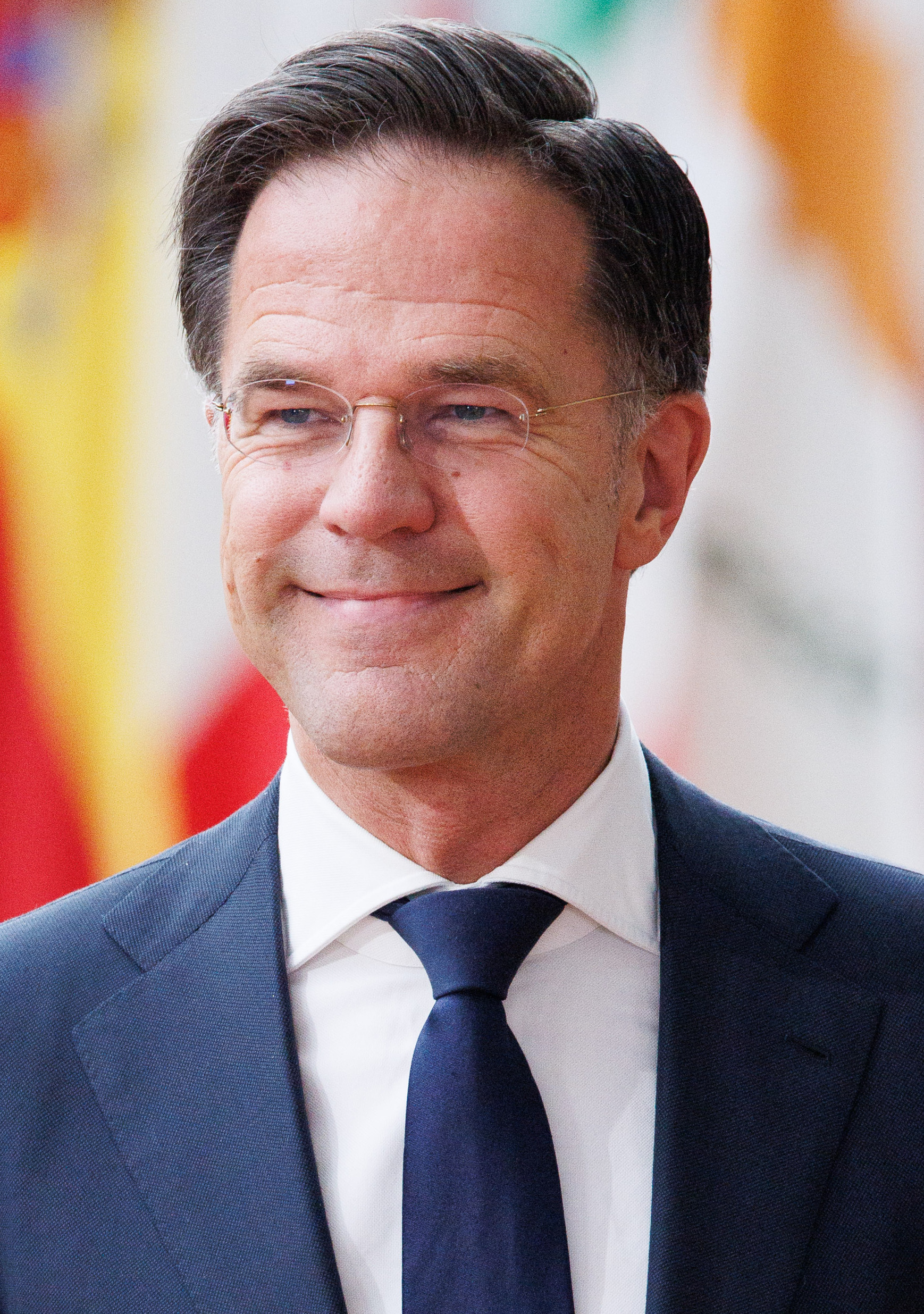
NATO-Generalsekretär Mark Rutte

Der NATO-Generalsekretär ist der oberste zivile Beamte und der höchste Repräsentant der NATO. Er ist für die Entscheidungsprozesse in der NATO und für die Umsetzung der Entscheidungen verantwortlich. Er ist Vorsitzender des Nordatlantikrats, der Nuklearen Planungsgruppe, des Euro-Atlantischen Partnerschaftsrats und des NATO-Russland-Rats. Er ist außerdem der Leiter des Internationalen Stabes.

### Internationaler Stab
Der Internationale Stab (IS) ist der Arbeits- und Beratungsstab der obersten Führung der NATO und arbeitet dem Generalsekretär und dem Nordatlantikrat zu. Er entwickelt Planungen und Konzepte, verfasst Reden und unterstützt die Ständigen Vertretungen der Mitgliedstaaten. Seine Angehörigen sind bei der NATO angestellt oder von den Nationen beigestellt.
Den Kern des IS bilden folgende Abteilungen:
- Political Affairs and Security Policy Division
- Operations Division
- Emerging Security Challenges Division
- Defence Policy and Planning Division
- Defence Investment Division
- Public Diplomacy Division
- Executive Management

Weitere Elemente sind:
- das Private Office, der Arbeitsstab des Generalsekretärs
- das NATO Office of Resources
- NATO Headquarters Consultation, Command and Control Staff (NHQC3S)
- Office of the Financial Controller (FinCon)
- Office of the Chairman of the Senior Resource Board (SRB)
- Office of the Chairman of the Civil and Military Budget Committees (CBC/MBC)
- International Board of Auditors for NATO (IBAN)
- NATO Administrative Tribunal
- NATO Production and Logistics Organisations (NPLO)

### Internationaler Militärstab
Der Internationale Militärstab (IMS) ist der militärische Arbeits- und Beratungsstab des NATO-Militärausschusses. Er entwickelt Planungen, Stabsstudien, Konzepte, verfasst Reden und erstellt die Entwürfe von Dokumenten des Militärausschusses. Weiterhin unterstützt er für den Militärausschuss und seine Arbeitsgruppen den Informationsaustausch mit den Militärischen Vertretungen der Mitgliedstaaten, dem zivilen Internationalen Stab, den Strategischen Kommandos und NATO-Agenturen. Seine rund 500 Angehörigen werden überwiegend von den Nationen beigestellt.
Der IMS wird von einem Generalleutnant oder Vizeadmiral als Generaldirektor (Director General/DGIMS) geführt. Dem Stab gehören zwölf weitere Generale und Admirale an, die die verschiedenen Arbeitseinheiten des IMS leiten. Den Kern bilden vier Abteilungen (Divisions), die jeweils von einem Offizier auf Zwei-Sterne-Ebene geleitet werden:
- Operations and Plans (O&P) Division
- Policy and Capabilities (P&C) Division
- Cooperative Security (CS) Division
- Logistics and Resources (L&R) Division

### Gemeinsame Einrichtungen des Internationalen Stabes und Internationalen Militärstabes
Darüber hinaus bestehen verschiedene zivil-militärische Organisationseinheiten, die in unterschiedlicher Art und Weise mit dem Internationalen Militärstab und Internationalen Stab verknüpft sind.
- Joint Intelligence and Security Division (JISD), gemeinsame Abteilung für Nachrichtenwesen des Internationalen Stabes und des Internationalen Militärstabes
- NATO Headquarters C3 Staff (NHQC3S), Stab der IMS und IS in Fragen von Command Control und Consultation, also vorwiegend zu Fragen der Führungsunterstützung, IT und Cyber berät;
- NATO Situation Centre (SITCEN), Lagezentrum der NATO
- NATO Standardization Office (NSO), zuständig für Standardisierung in der NATO (s. a. STANAG)[9]

## NATO-Gremien
Die wesentlichen Entscheidungen der NATO fallen nach dem Prinzip der Einstimmigkeit in Gremien, in denen die Nationen vertreten sind. Im Jahr finden über 5000 Sitzungen verschiedener Räte und Ausschüsse statt.

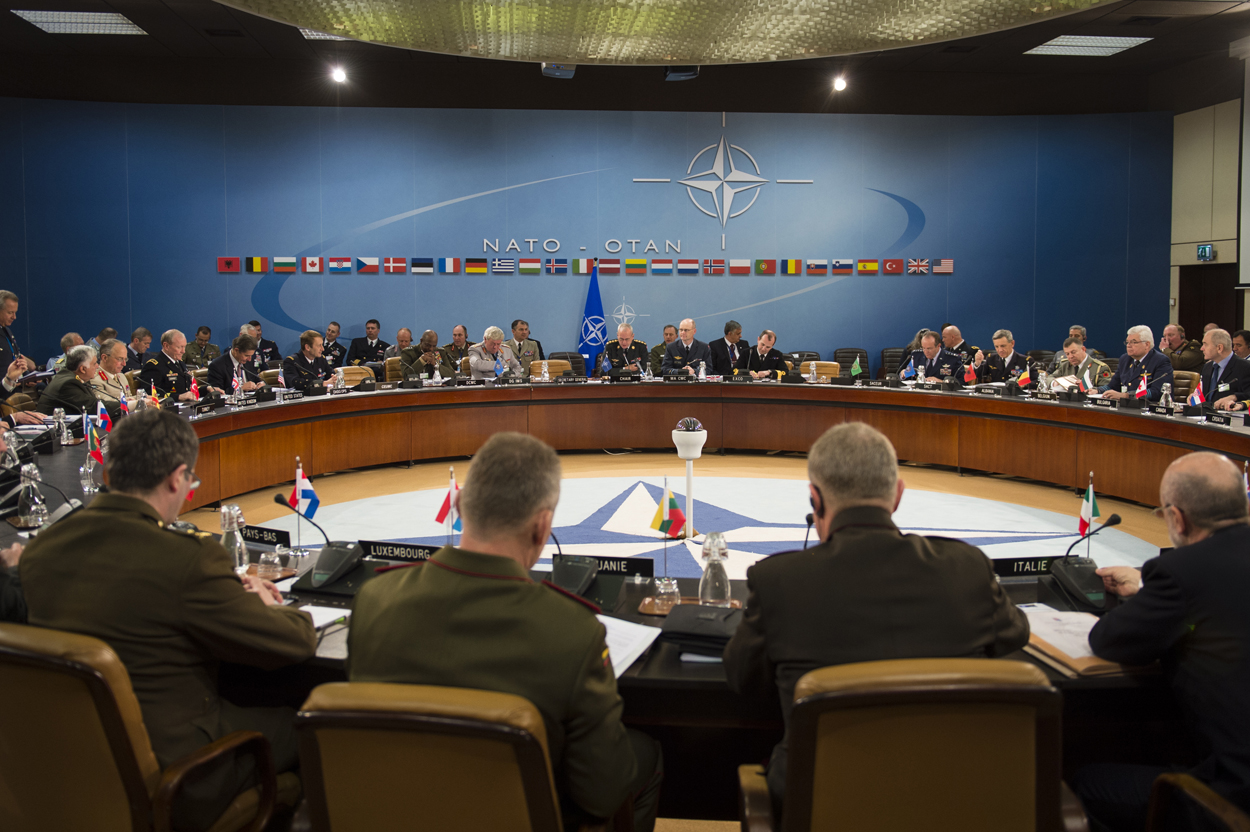
Sitzung des NATO-Militärausschusses auf Ebene der Generalstabschefs

Das Oberste Gremium ist der Nordatlantikrat. Darunter gibt es zwei als Principal Committees bezeichnete Ausschüsse:
- die Nukleare Planungsgruppe (NPG)
- den Militärausschuss (MC), der über weitere themenbezogene Unterausschüsse verfügt (Military Committee Working Groups, MCWG)

Ein drittes Principal Committee war der Verteidigungsplanungsausschuss (DPC), dessen Aufgaben 2011 vom Nordatlantikrat übernommen wurden.
Neben den Principal Committees gibt es eine Anzahl weiterer Ausschüsse, die direkt dem Nordatlantikrat zuarbeiten und als Committees reporting to the North Atlantic Council bezeichnet werden, darunter:
- Deputies Committee
- Political Committee
- Partnerships and Cooperative Security Committee
- Defence Policy and Planning Committee
- Committee on Proliferation
- C3 Board
- Operations Policy Committee
- High Level Task Force on Conventional Arms Control n Verification Coordinating Committee
- Conference of National Armaments Directors
- Committee for Standardization
- Logistics Committee
- Resource Policy and Planning Board
- Air and Missile Defence Committee
- Aviation Committee
- Civil Emergency Planning Committee
- Committee on Public Diplomacy
- Council Operations and Exercises Committee
- Security Committee
- Civilian Intelligence Committee
- Archives Committee

Zur Unterstützung der Kooperation, der Partnerschaft und des Dialogs mit Nicht-Mitgliedern bestehen außerdem
- der Euro-Atlantische Partnerschaftsrat
- der NATO-Russland-Rat
- die NATO-Ukraine-Kommission
- die NATO-Georgien-Kommission

Diese Gremien verfügen teilweise über eigene Unterausschüsse und Arbeitsgruppen.

## Nationale Vertretungen
Die nationalen Vertretungen vertreten die Interessen der Nationen bei der NATO und wirken an der Entscheidungsfindung mit. Sie werden als National Delegation to NATO bezeichnet und werden durch den IS und den IMS unterstützt. Die Arbeitsstäbe der diplomatischen und der militärischen Vertretung können getrennte Organisationen sein oder eine gemeinsame Vertretung bilden.

### Diplomatische Vertretungen
Die Mitgliedstaaten der NATO und Nationen, die dem Euro-Atlantischen Partnerschaftsrat angehören, unterhalten eine Ständige Vertretung, die den Status einer Botschaft hat. Ihr Leiter führt den Titel eines Botschafters und wird in der NATO als Permanent Representative (PERMREP) bezeichnet. Die PERMREPs bilden den Nordatlantikrat, sofern dieser nicht auf Ebene der Minister oder der Staats- und Regierungschefs tagt.

### Militärische Vertretungen
Die jeweilige oberste militärische Führung der bei der NATO vertretenen Nationen, in Deutschland der Generalinspekteur der Bundeswehr, entsendet einen Vertreter, der als Military Representative (MILREP) bezeichnet wird. Mit wenigen Ausnahmen wird diese Aufgabe von Generalen und Admiralen auf der Drei-Sterne-Ebene wahrgenommen. Die MILREPs bilden den Militärausschuss, soweit dieser nicht auf Ebene der Generalstabschefs tagt.

## Das NATO-Hauptquartier in Bildern

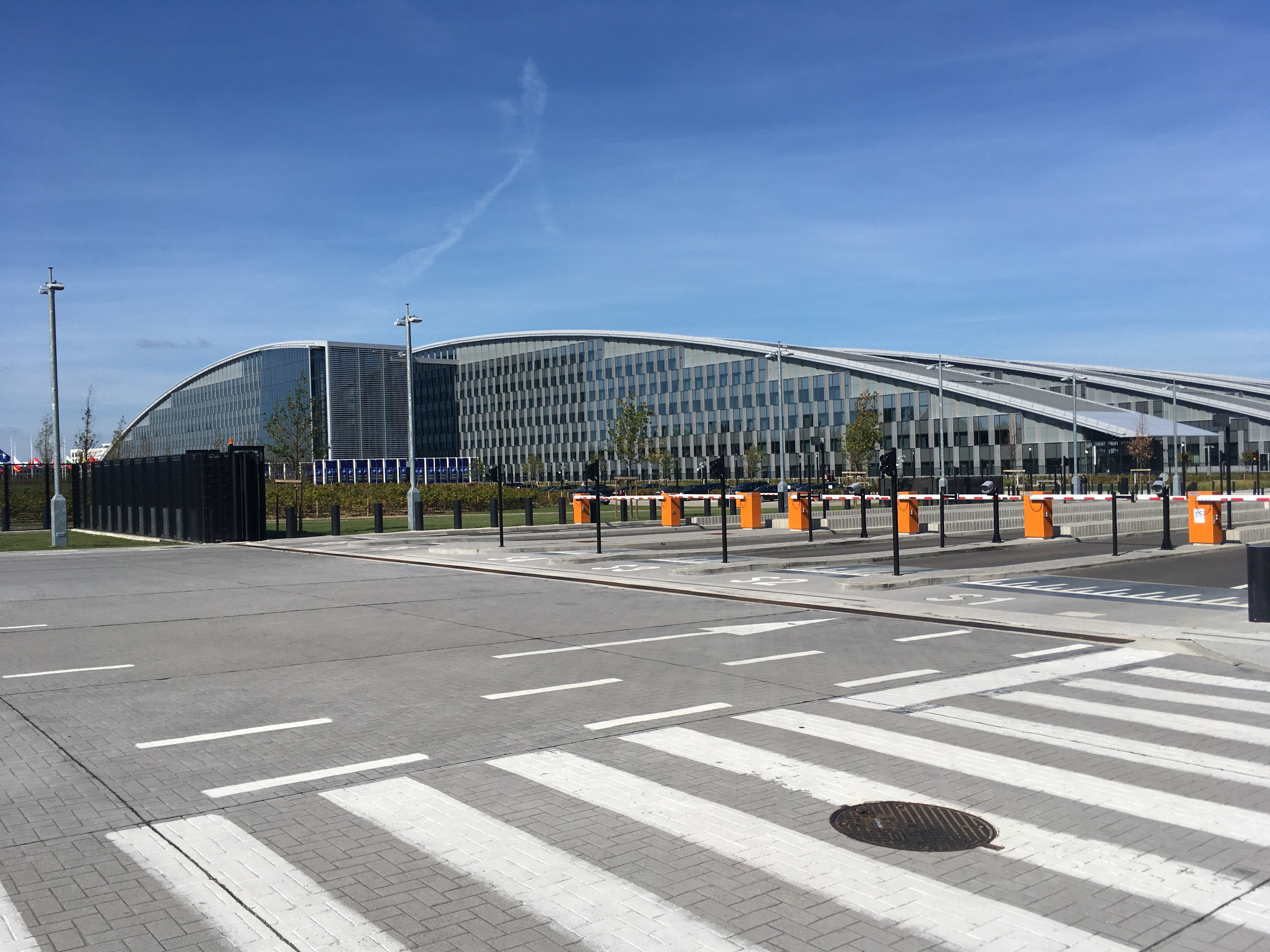
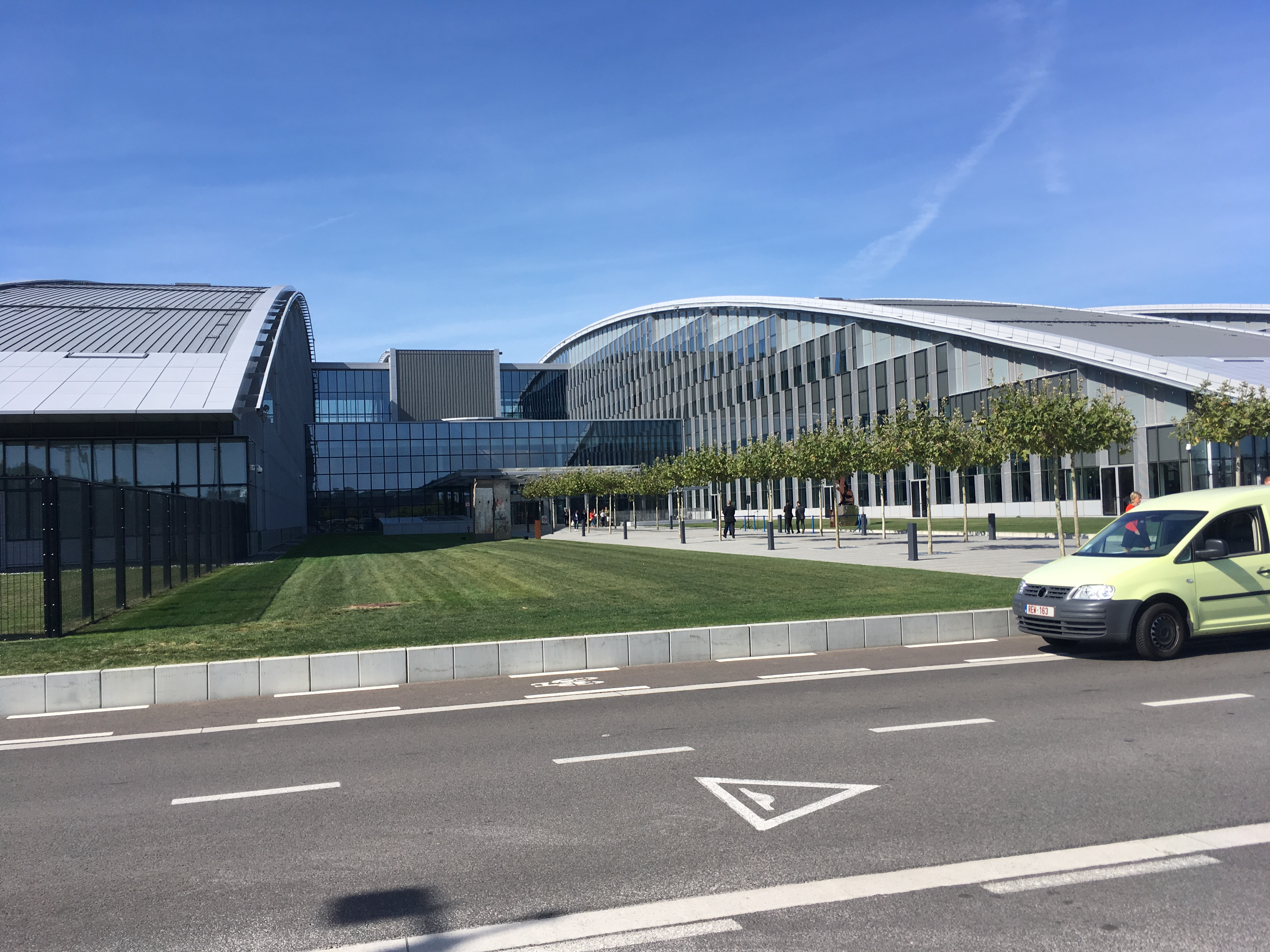
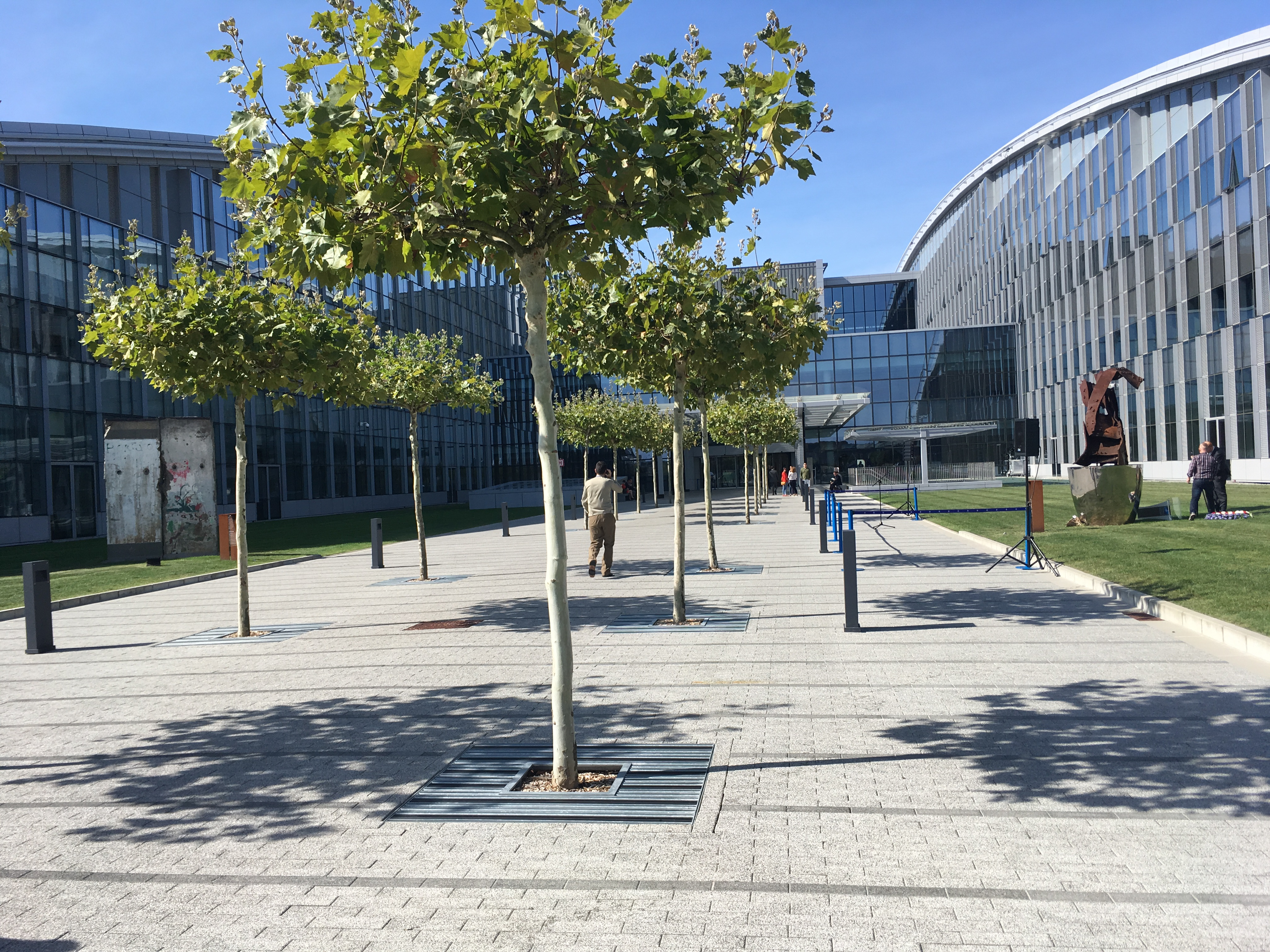
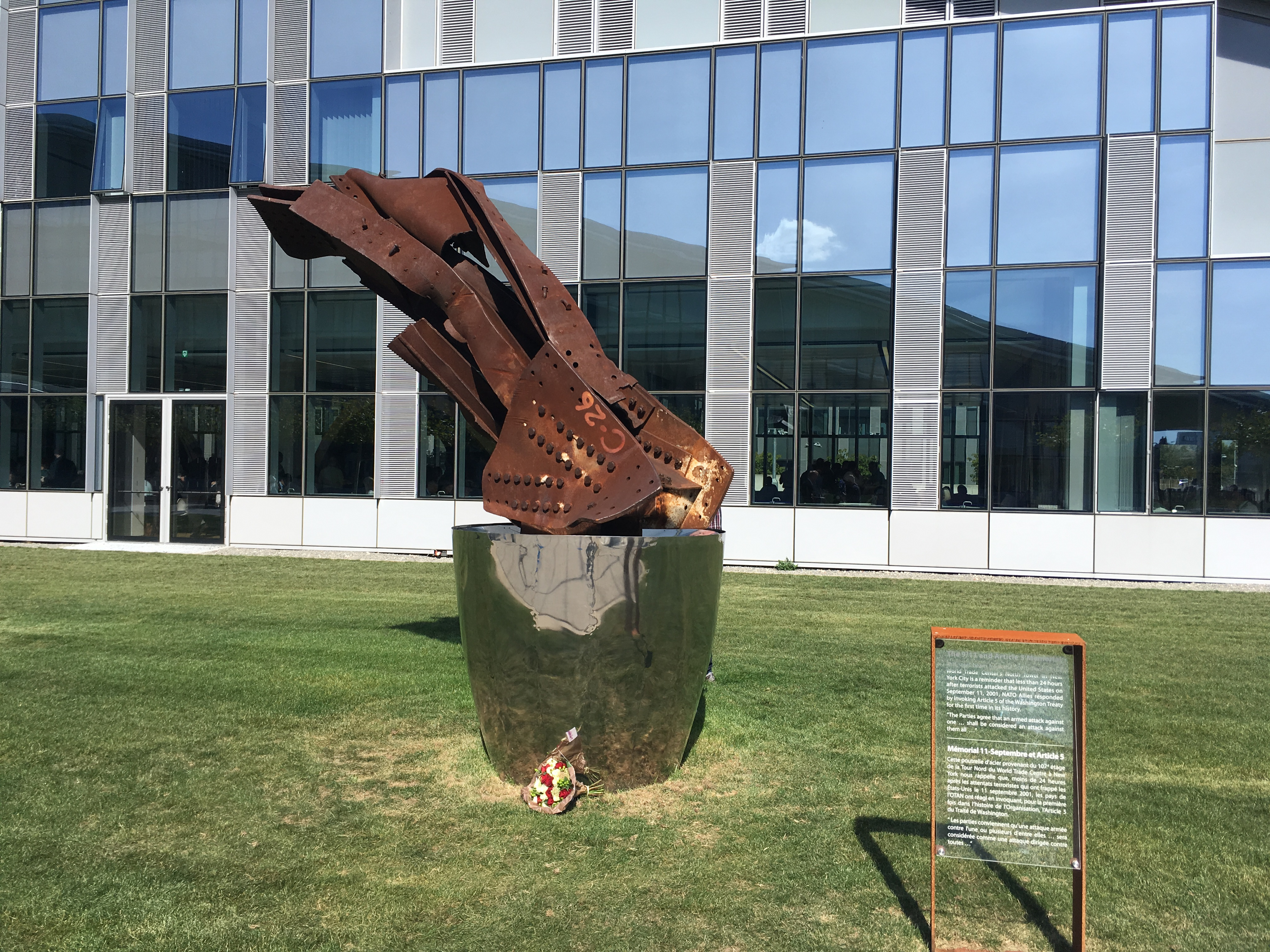
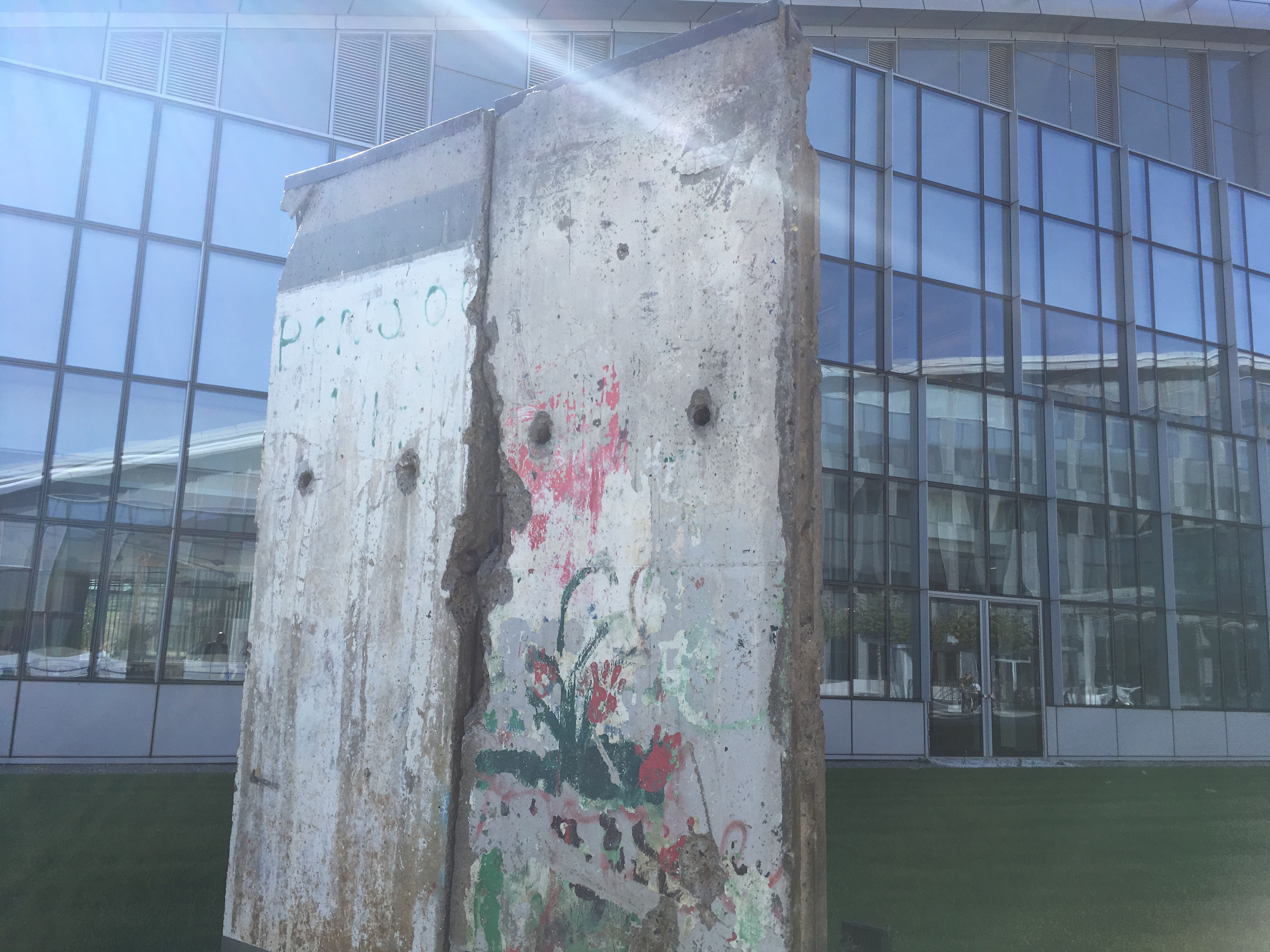
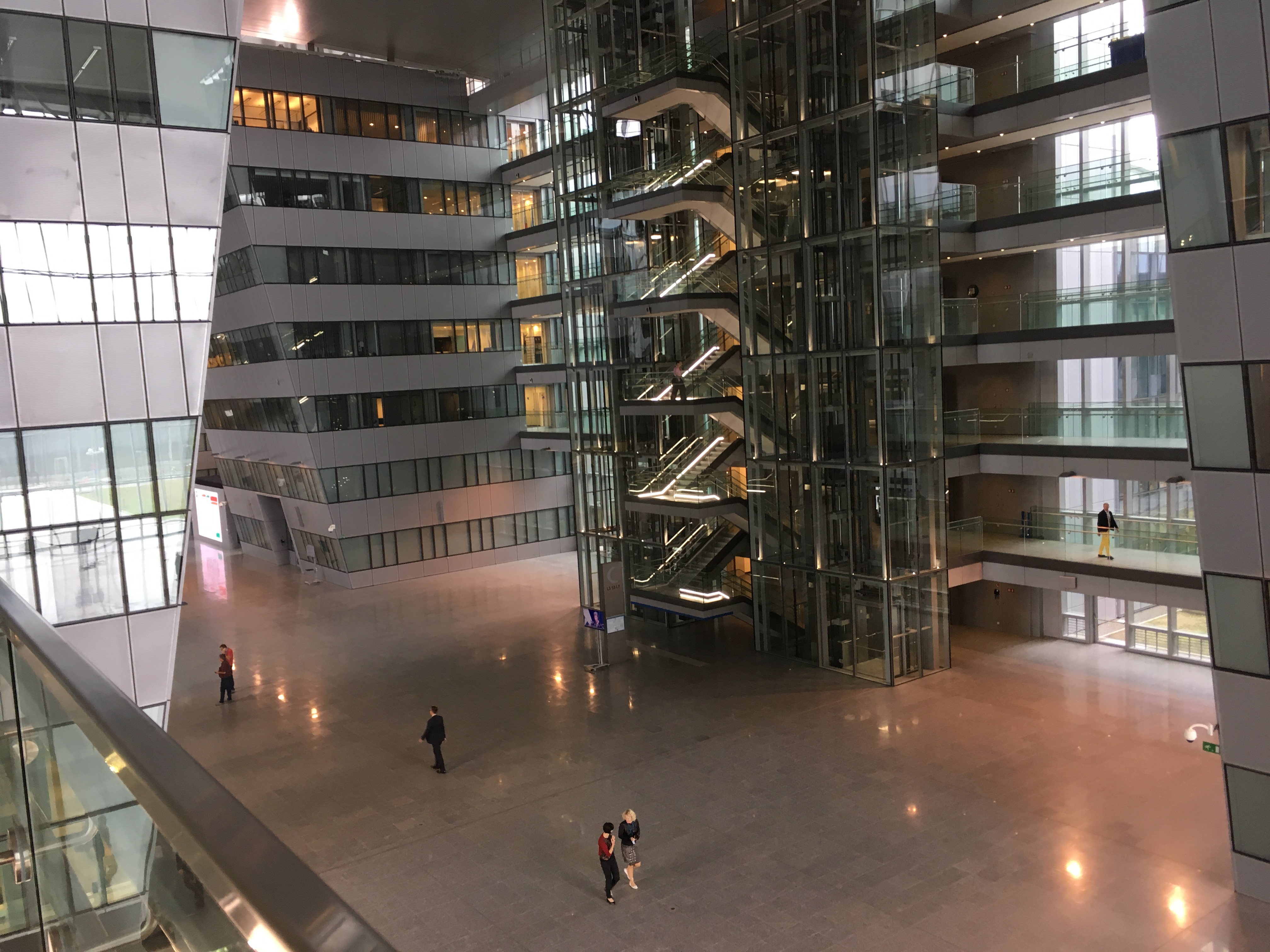
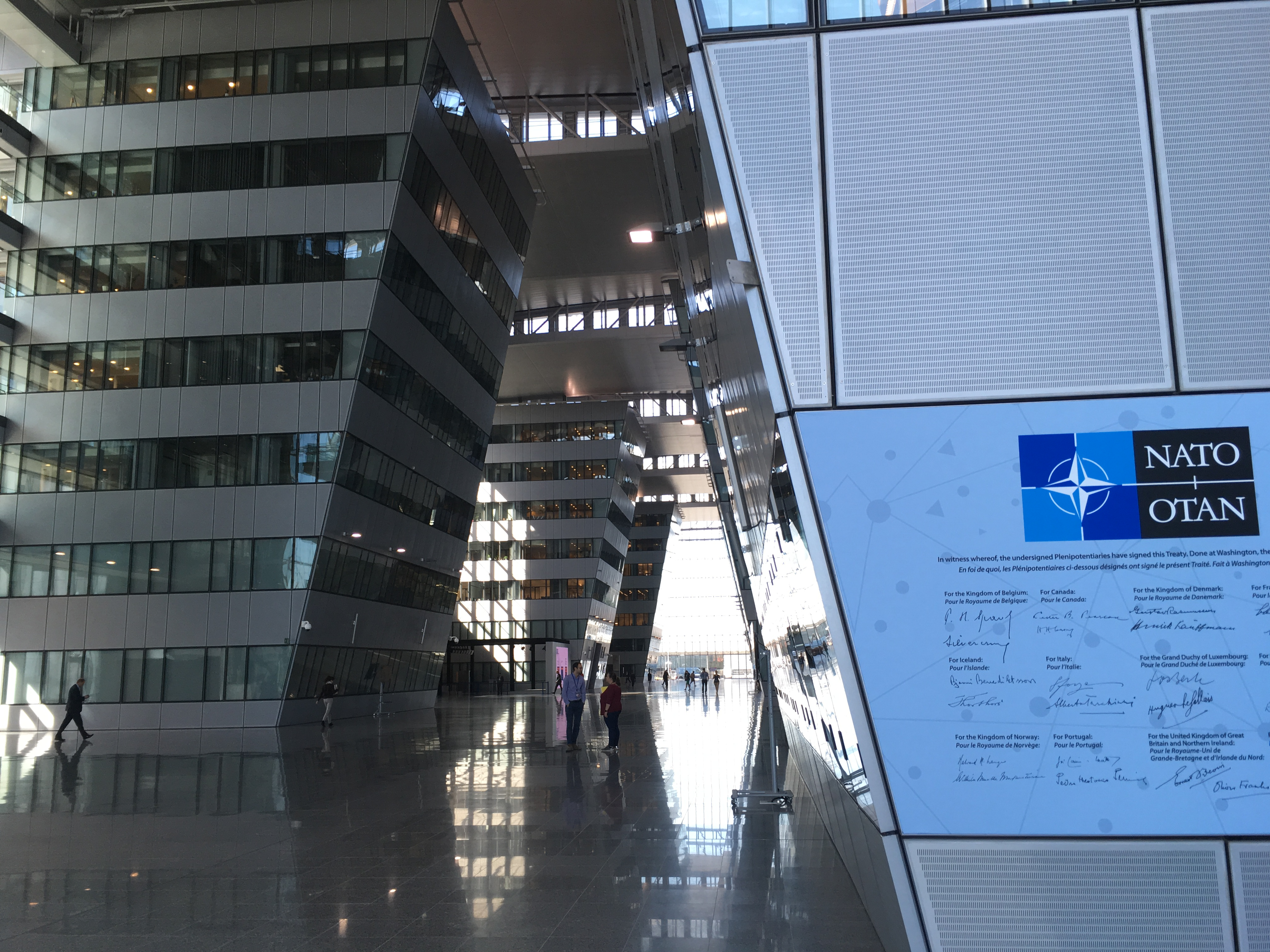
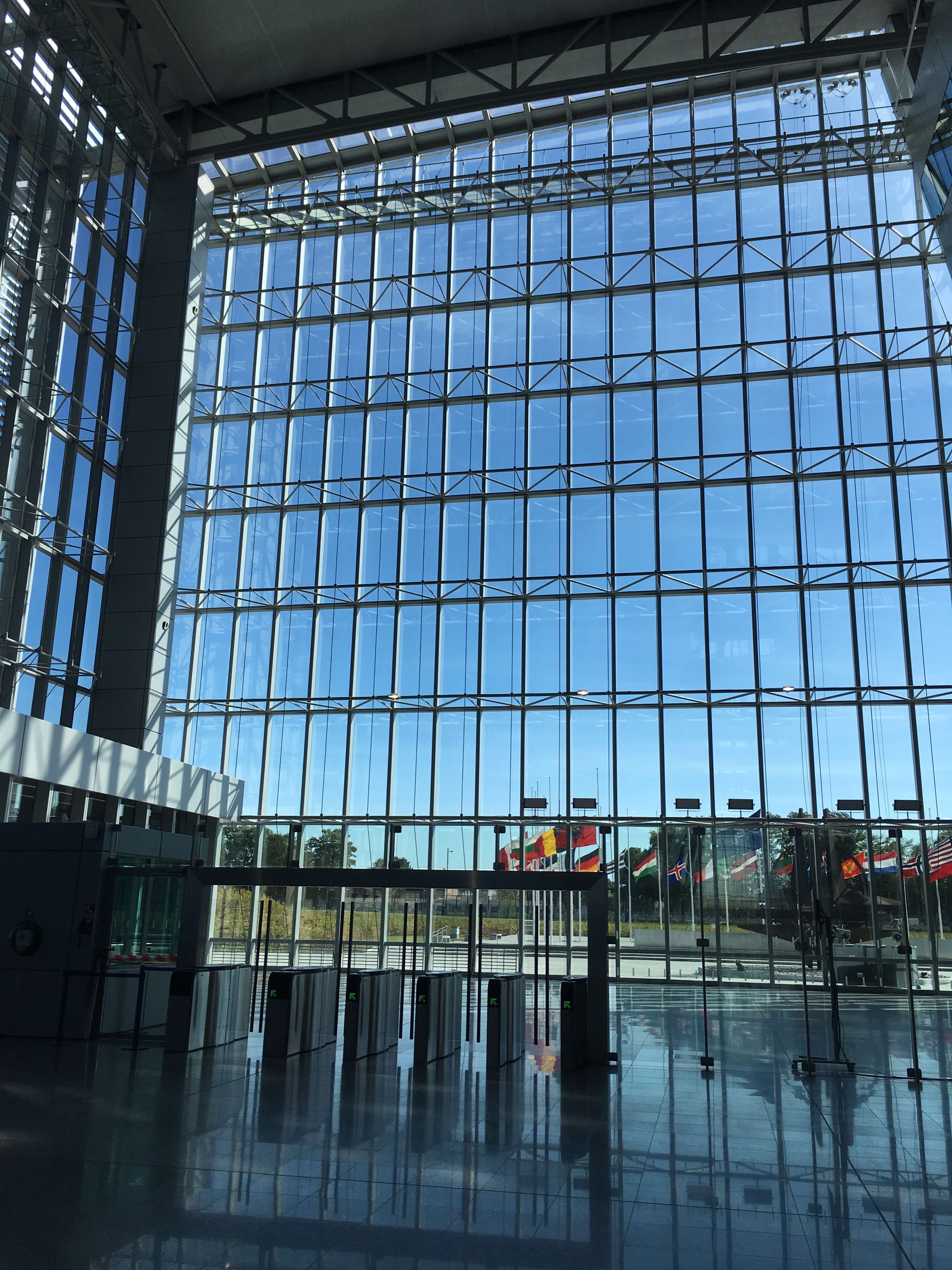
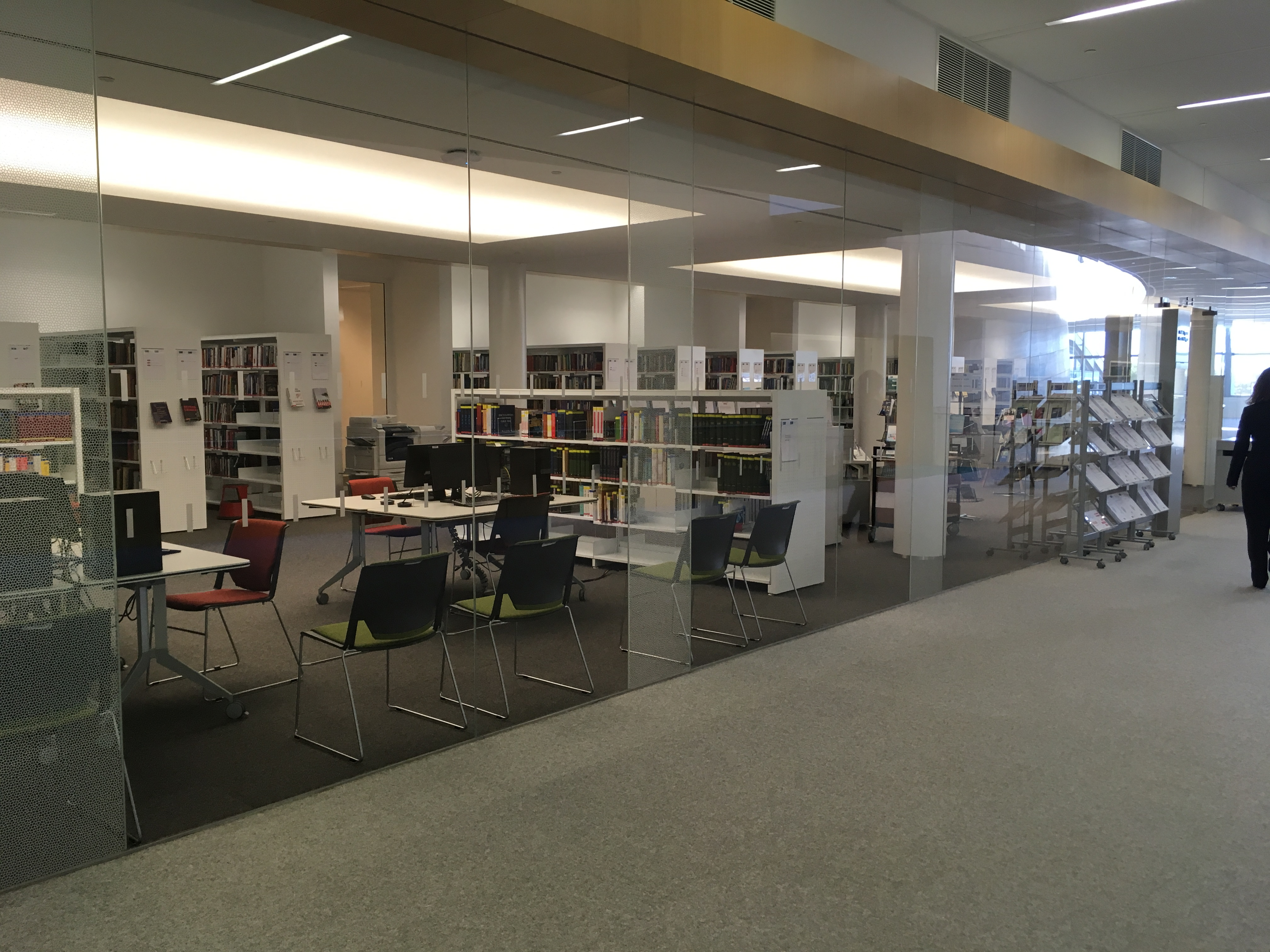
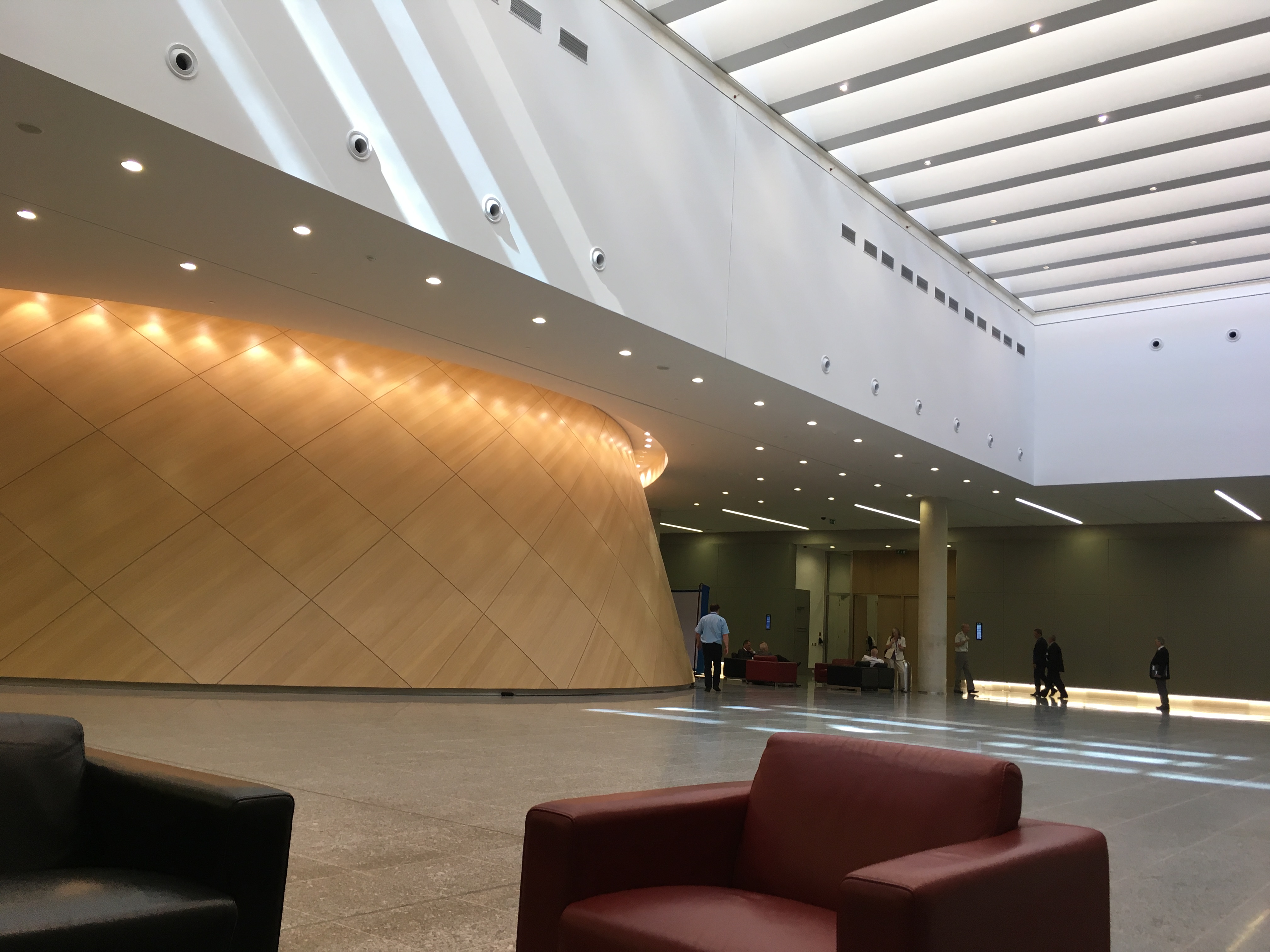
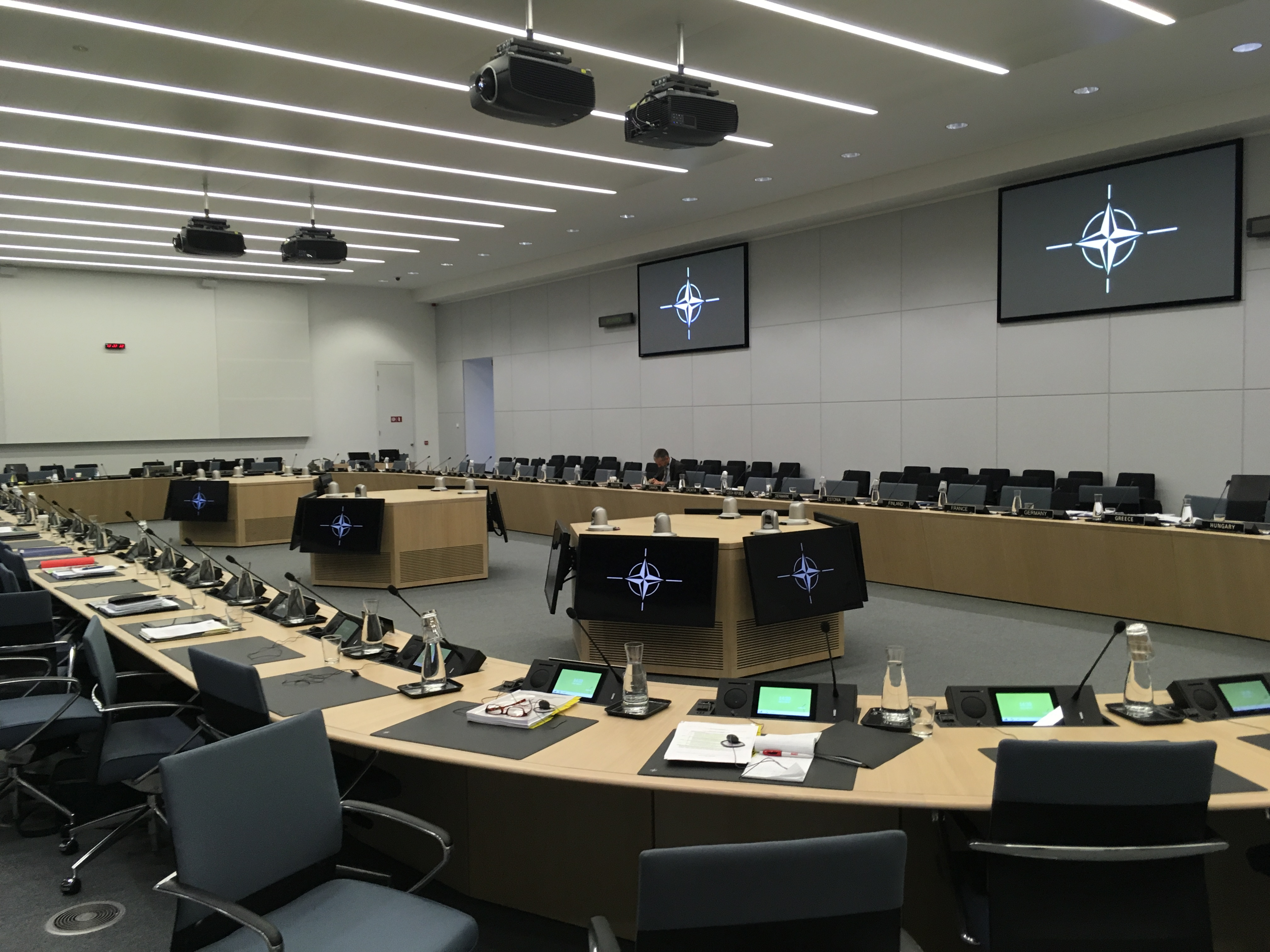
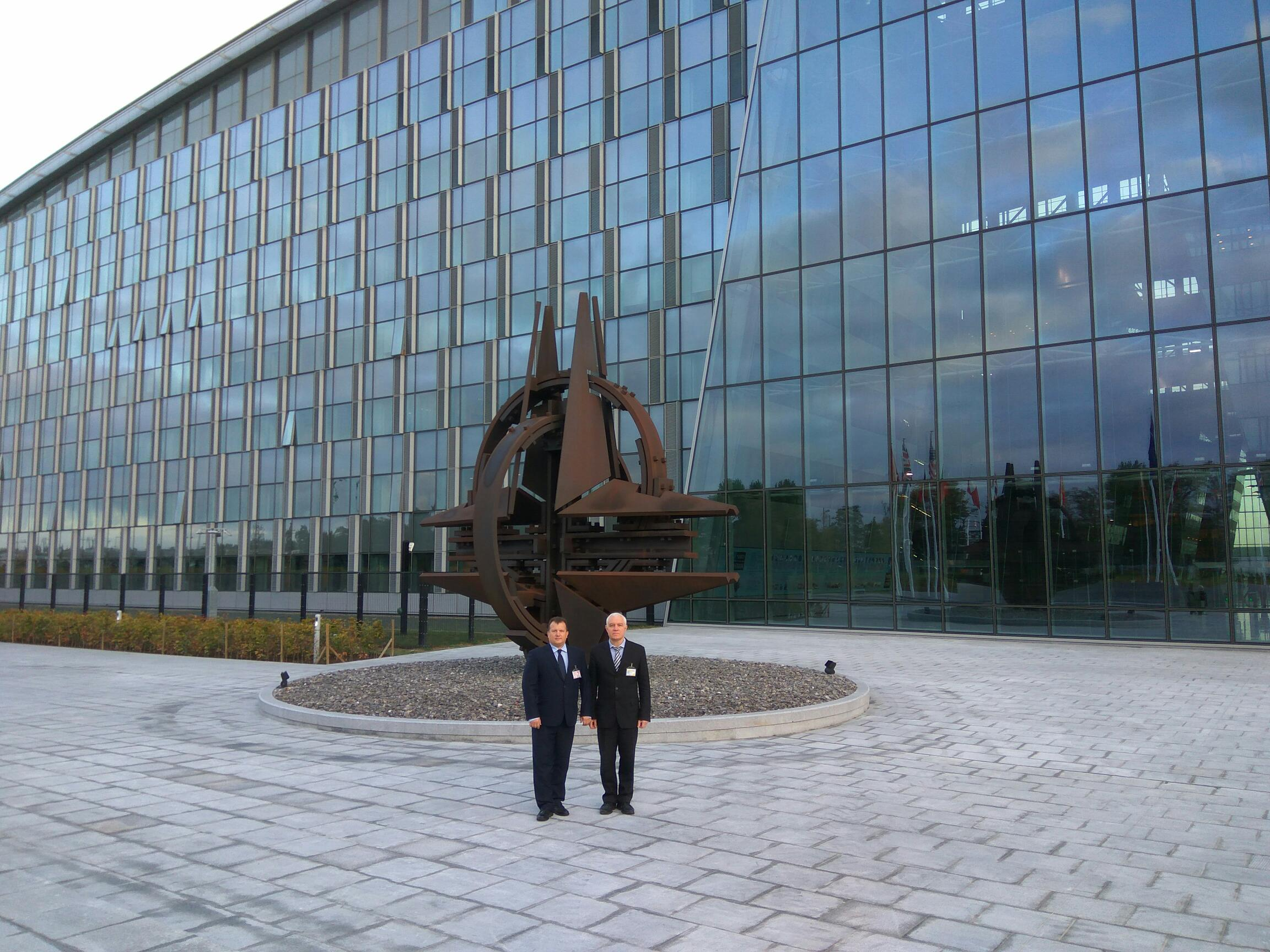